# Christopher Wilder
Christopher Bernard Wilder (Sydney, 1945. március 13. – Colebrook, 1984. április 13.) ausztrál nemzetiségű sorozatgyilkos, akit az 1980-as évek elején a ,,Szépségkirálynő-gyilkosnak'' hívtak, mivel áldozatai egytől egyig fiatal hölgyek voltak, akik modellek, hostessek voltak, vagy akár szépségversenyeket is megjártak, Wilder maga is megfordult szépségversenyeken nézőként.

## Fiatalkora
Wilder 1945. március 13-án született Ausztráliában, katonaszülők gyermekeként.
A születése nem volt problémamentes, ugyanis a fellépett oxigénhiány miatt olyannyira súlyos volt az állapota, hogy egy pap is feladta rá az utolsó kenetet, de az orvosoknak végül mégis sikerült megmenteniük az életét. Kétéves korában ismét halálközeli helyzetbe került, miután kis híján belefulladt a család úszómedencéjébe, majd négyévesen egy görcsroham következtében került ismét halálközeli állapotba. Már kamaszként is több alkalommal lebukott, amint ablakokon keresztül idegen nőket kukkolt, a hatóságok figyelmét azonban először csak 1963-ban, tizennyolc évesen hívta fel, miután egy strandon Sydney-ben megerőszakolt egy tizenhárom éves kislányt. A rendőrség két másik férfit is őrizetbe vett, akik bevallották, hogy jelen voltak a bűncselekmény elkövetésekor, azt viszont tagadták, hogy ők egy ujjal is hozzáértek volna az áldozathoz. Wilder a bíróság előtt elismerte bűnösségét, ez pedig nagy szerepet játszott abban, hogy megúszta egy év próbaidővel. 1968-ban megházasodott, a nő azonban nyolc nappal később elhagyta, miután szembesült Wilder aberrált szexuális fantáziáival. Wilder ezt követően költözött az Egyesült Államokba.

## Az Egyesült Államokban
A floridai Boynton Beach egyik előkelő lakónegyedében élte mindennapjait, több sikeres – például ingatlanközvetítéssel, villanyszereléssel és építőiparral foglalkozó – vállalkozása révén pedig az élete külső szemlélőként irigylésre méltónak tűnhetett.
A felszín mögött azonban Wilder ugyanaz a szexuális bűnöző maradt. A hetvenes évek első felében, 1971 és 1975 között több eljárás is folyt ellene, börtönbüntetést azonban egyik esetben sem róttak ki rá. Ekkoriban dolgozta ki  módszerét, amivel később sikerült átvernie és elcsalnia áldozatait. Egy David Pearce nevű, profi fotósnak adta ki magát, megnyerő stílusával pedig szinte mindig sikerült elhitetnie a naiv, modellkarrierről ábrándozó lányokkal, hogy az ő segítségével el tudják indítani a divat-, vagy akár a filmipari karrierjüket is. A személyes találkozások alkalmával azonban már szó sem volt portfóliókról és álomszerződésekről. Wilder a reménykedő fiatal nőket brutálisan megerőszakolta, és miután valamennyi, ellene irányult pert a tettéhez képest rendkívül kis büntetéssel megúszott, így folytatta is a szörnyű bűncselekmény-sorozatot.
1972-ben például egy gimnazista lány jelentette fel, miután Wilder megpróbálta orális szexre kényszeríteni. A bíróságon a férfi nyíltan elmondta, önkielégítés közben gyakran fantáziál fiatal nők megerőszakolásáról. A tárgyalássorozat folyamán több orvos is kivizsgálta, az eredmények kiértékelését követően pedig pszichoterápiás kezelést javasoltak. Ezen kívül viszont a férfire semmilyen egyéb büntetést nem szabtak ki.
Három évvel később, 1975-ben egy floridai bevásárlóközpontban kiszúrt magának egy diáklányt, akinek – David Pearce álnéven – divatfotózást ajánlott. A lány nemet mondott, amit Wilder nem viselt jól és követte áldozatát a közeli parkolóig, ahol elkapta, begyógyszerezte, majd közösülésre kényszerítette.
A fiatal nő a történtek után rögtön a rendőrségre ment, Wildert pedig megint letartóztatták. Az 1972-es történések azonban megismétlődtek. A férfi a tárgyalás folyamán azt mondta, maga sem tudja, elkövette-e a bűncselekményt, mivel az egész hétvége során furcsa emlékezetkiesések gyötörték. Végül vádalkut kötött és újfent megúszta próbaidővel, valamint terápiával. Összesen hat alkalommal találkozott egy kifejezetten szexuális bűnözőkre specializálódott pszichiáterrel, amelyek során bevetette híres-hírhedt megnyerő, manipulatív személyiségét. Ennek a viselkedésformának hatékonyságát mi sem bizonyította jobban, mint, hogy a sokat látott pszichiáter végül minden kétséget kizáróan elhitte, hogy a férfi tényleg nem volt tudatában a tettének.

## Ismét Ausztráliában
A történtek után, 1982-ben hazautazott Ausztráliába, azonban itt is folytatta ámokfutását. Néhány héttel az érkezése után elrabolt két tinilányt, akiket először arra kényszerített, hogy meztelenül pózoljanak neki, majd megkötözte őket és föléjük állva önkielégített. A lányokat ezután elengedte, akik meg is tették a feljelentést. Wilder szülei viszont kifizették az óvadékot, sőt ezután még azt is megengedték neki, hogy visszatérjen Floridába. A tárgyalását öt hónappal későbbre tűzték ki, de ezt a dátumot többször is elnapolták. Az utolsó, érvényben lévő időpont 1984 áprilisában volt, azonban erre a tárgyalásra végül már soha nem került sor.

## Visszatérés az USA-ba

### Autóversenyek
Wilder ekkor, az 1980-as évek elején-közepén kezdett el érdeklődni az autóversenyzés iránt. A vállalkozásainak köszönhetően nem okozott számára semmiféle nehézséget, hogy különböző, amatőrök számára kiírt bajnokságokban részt vegyen. A versenyek során jól szerepelt, és 1983-ban már debütált az IMSA-ban is. Saját versenynaptárának részét képezte a neves sebringi 12 órás, amelyet egy Porsche 911-gyel teljesített. A versenyt végül a GTU-osztály tizedik helyén zárta Jack Rynerson és Van McDonald csapattársaként. Az autót az idény során Wilder nem csak vezette, de Rynerson mellett annak társtulajdonosa is volt. Utóbbi azonban a szezon végeztével visszavonult, és Wilder az 1984-es, szezonnyitó daytonai 24 órás versenyen már saját maga finanszírozta a nevezés teljes költségét. A szezon második IMSA-futamára február 25-én, Miamiban került sor. Ez a GTU-osztály számára csak egy 26 körös sprintfutamot takart, amelyet Wilder a 21. helyről indulva végül a 17.-ként fejezett be. A versenynek azonban egy borzasztó jelentősége is volt. Wilder ekkor kezdte meg a két hónapon át tartó, az egész Egyesült Államokat érintő gyilkosságsorozatát.

### A gyilkosságsorozat
A 20 éves Rosario Gonzalez hostessként dolgozott a versenypályán. A nő egy korábbi szépségversenyről jól ismerte Wildert, normális embernek tartotta, így rögtön beszélgetésbe is elegyedett vele. Gonzalez a nap végére, anélkül, hogy felvette volna a fizetését, bármiféle nyom nélkül eltűnt.
Március 4-én egy másik nő eltűnését is jelentették a floridai gyógypedagógus, egyben sikeres fotómodell Elizabeth Kenyon személyében, aki Wilder korábbi barátnője volt. A 23 éves tanárnőt utoljára a szülei látták, akik a nyomozóknak elmondták, hogy Elizabeth karjain és lábain zúzódásokat láttak. A nő azt állította, hogy az iskolában verekedés tört ki, amibe ő közbeavatkozott, így szerezve a sérüléseit, szülei azonban ezt nem hitték el. A nyomozás során Wildert kikérdezték a rendőrségen, majd elengedték. Néhány héttel később azonban már a gyanúsítottak listájának élére került a neve. Elizabeth egy másik exbarátja magánnyomozásba kezdett, ennek részeként pedig rendületlenül járta Floridát a nő fotójával és azzal a reménnyel, hogy talál valakit, aki tud hasznos információval szolgálni számára. Egy benzinkútnál végül sikerült találnia két embert, akik elmondták neki, hogy látták Elizabethet egy férfi társaságában, akinek személyleírása tökéletesen illett Wilderre. Kenyon autóját nem sokkal később megtalálták a közeli repülőtéren, azonban egyetlen utaslistán sem szerepelt a neve. A rendőrség ekkor már kifejezetten Wilder irányába nyomozott, figyelembe véve a nővel való korábbi kapcsolatát és a hosszú, szexuális bűncselekményeket magában foglaló múltját. Az esettel Gonzalez eltűnését is összekapcsolták, mivel azok körülményei között kísértetiesen sok volt a hasonlóság, azzal kezdve, hogy Wilder mindkettőjüket jól ismerte. A férfit újból kihallgatták, azonban mindent tagadott, a rendőröknek pedig konkrét bizonyíték nélkül nem volt más lehetőségük, ismét el kellett engedniük.
Az események március 13-án, Wilder 39. születésnapján pörögtek fel. Az egyik napilap ugyanis szalagcímben számolt be a két fiatal nő eltűnéséről, hozzátéve, hogy a hatóságok egy autóversenyzőt gyanúsítanak az ügyben. Ezt Wilder is látta és rögtön tudta, hogy szorul a hurok, így összepakolt és elhagyta Miamit. Útközben azonban a Satellite Beachen lévő Merritt Square plázából elrabolt és megerőszakolt, majd brutálisan meggyilkolt egy Terry Ferguson nevű, 21 éves nőt. A holttestet öt nappal később, egy kígyóktól hemzsegő kanálisban találták meg.
A következő áldozat a 19 esztendős Linda Grover lett, akit szokásához híven szintén egy bevásárlóközpontból rabolt el. A lányt egy, a Georgia állambeli Bainbridgeben lévő motelbe vitte, kétszer is megerőszakolta és egy házilag készített elektromos huzallal megkínozta, majd, leült tévét nézni, ezt használta ki Linda és a fürdőszobába menekülve magára zárta az ajtót és torkaszakadtából ordítani kezdett, hogy felhívja magára a többi vendég figyelmét. Wilder bepánikolt a küszöbön álló lebukás miatt, így a nőt otthagyta és kirohant a motelből, beszállt az autójába és Texasba menekült.
Texasban találkozott a 24 éves Terry Waldennel, akit megpróbált meggyőzni arról, hogy a modell szakmában lenne a helye és ő szívesen segítene is neki ebben. A hölgy ekkor elzavarta, két nappal később viszont eltűnt. A holttestét, rajta számos szúrt sebbel és kötelek által okozott nyomokkal három nap múlva találták meg. Ekkor már az FBI is bekapcsolódott a nyomozásba.
Eközben az IMSA versenyközössége még semmit sem tudott a gyilkosságsorozatról. A Wilder tulajdonában lévő versenyautó az 1984. március 24-én tartott sebringi 12 órás autóversenyen is részt vett. Ami pedig még ennél is hátborzongatóbb, hogy a hivatalos nevezési listán  az ő neve is szerepelt, amit csak az utolsó pillanatban, az első szabadedzés előtt húztak ki. Az elmondások szerint azonban ekkoriban a csapat tagjainak még fogalmuk sem volt a gyilkosságokról, ők mindössze annyit tapasztaltak, hogy Wilder nem jelent meg a versenypályán. Az elfoglalt IMSA-mezőny még akkor sem gyanakodott, amikor a sebringi paddockot elárasztották a rendőrök és a szövetségi ügynökök, hogy mindenkinek kérdéseket tegyenek fel Wilder hollétét illetően. Gyilkosság gyanújáról ebben az időszakban még nem esett szó, csupán Elizabeth Kenyon és Rosario Gonzalez eltűnése kapcsán zajlott hivatalosan a nyomozás.
„Ha mindez igaz, Christopher a legnagyobb Jekyll és Hyde akit valaha láttam” – nyilatkozta pár nappal később Van McDonald, miután már a gyilkosság vádja is felmerült. „Nem vagyok képes elhinni, hogy ugyanarról a srácról van szó, akit én ismerek. Ő egy igazi úriember!”
Az autóversenyző Victoria Smith szintén megdöbbent:
„Ez lehetetlen. Chris ajtaja mindig nyitva állt azok előtt, akiknek segítségre volt szükségük. A legkedvesebb, legtisztelettudóbb ember, akivel valaha találkoztam, mint egy igazi, régivágású gentleman. Tipikusan az a srác, akit szívesen bemutatnál otthon a szüleidnek.”
A versenyen Wilder csapata remek teljesítményt nyújtva a GTU-osztály negyedik helyén zárt, az embereket viszont egyre jobban az foglalkoztatta, hogy vajon mi történhetett a főnökkel.
Az FBI eközben azt gyanította, hogy Wilder visszatérhet a versenypályára. A szövetségiek ebből adódóan ellepték az Indycar Long Beach-i paddockját, lévén a bajnokság egyik betétfutamát az IMSA szolgáltatta. Az FBI Los Angeles-i irodájának vezetője, Richard Bretzing pedig már ekkor bejelentette, hogy ha az ügy addig nem oldódik meg, akkor az április 29-én esedékes, riverside-i versenyen személyesen fog megjelenni.
„A Long Beach Grand Prix és az azt követő Riverside Grand Prix azok az események, amelyek vonzhatják Wildert” – mondta a sajtótájékoztatóján Bretzing. „Az eddigi cikk-cakkos mozgását nézve nagy esélyt látunk arra, hogy vissza fog térni Kaliforniába.”
Ekkor már javában zajlott az FBI addigi történetének legnagyobb embervadászata, Wilder azonban nem állt le. Március 25-én – két nappal Walden elrablása után – jelentették be a 21 éves Suzanne Logan eltűnését Oklahoma Cityben, majd pár nap múlva a 18 esztendős Sheryl Bonaventuráét Coloradóban. A közös pont az volt, hogy mindkét nőt plázákból ragadták el, ami Wilder kézjegyének számított.
A sorozatgyilkosság ekkor kapott országos figyelmet, miután a hatóságok újságokban, plakátokon és a televízióban is igyekeztek folyamatosan figyelmeztetni a lakosságot a veszélyre.
Április elsején tovább bővült az eltűnt nők listája a Las Vegas-i Michelle Korfman személyében, két nappal később pedig Wilder felkerült az FBI tíz legkeresettebb bűnözőjének listájára.
Az FBI viselkedéskutató egységének akkori vezetője, John Douglas által készített profilt nyilvánosságra hozták, a média pedig Wilderre „A szépségkirálynő-gyilkosként” hivatkozott, mivel az áldozatai egytől egyik rendkívül vonzó, modell, hostess, vagy szépségversenyeket megjárt nők voltak.
Ezzel egy időben Wilder tovább folytatta ámokfutását. Kaliforniában elrabolta és bántalmazta a 16 éves Tina Marie Risicót. A lányt nem ölte meg, mivel úgy gondolta, hogy a kiforratlan személyisége miatt segítségére lehet az újabb áldozatok begyűjtésében. Risico ráadásul emlékeztette a férfit a kedvenc filmjének, a Flashdancenek egyik karakterére, a minél nagyobb hasonlóság érdekében még a lány haját is rövidre vágta. Indiana államban a férfi arra kényszerítette Tinát, hogy elcsalja a szintén 16 éves Dawnette Wiltet, akit aztán brutálisan megkínzott és megerőszakolt. A lányokat azzal fenyegette, hogy ha szökni próbálnak, vagy megpróbálják felhívni magukra a figyelmet, akkor megöli őket. Aztán meglátta a hírekben Tina fotóját, amin annyira felbőszült, hogy Dawnettetel együtt kivitte egy, a New York állembeli Penn Yanban lévő erdőbe. Dühét Dawnette-en próbálta levezetni és először fojtogatni kezdte, majd késsel támadt rá. A lánynak súlyos sebesülései ellenére sikerült megszöknie, kirohant az út mellé, ahol megtalálták és kórházba szállították. Risicót ezúttal sem bántotta, hanem felszólította arra, hogy találjon egy újabb nőt neki. A következő áldozat a 33 éves Beth Dodge lett, akit megvert, majd a közeli temetőben, egy üres, kiásott sír mellett fejbe lőtt.
Wilder tudta, hogy már nem sokáig menekülhet. A bostoni Logan Repülőtérnél elengedte Tinát, azt mondta, hogy nem szeretné, ha mellette lenne, amikor a rendőrök agyonlövik. A lány felszállt egy Los Angelesbe tartó járatra, a landolást követően pedig azonnal a helyi rendőrségre ment. Április 13-án Wilder már a massachusettsi Beverlyben tartózkodott. Az út mentén meglátott egy lerobbant autót mellette egy fiatal nővel. A 19 éves – hivatalosan meg nem nevezett – lányt berángatta az autójába és fegyvert fogott rá. Az áldozat viszont nem hagyta magát, dulakodni kezdtek, aminek során a férfinak lassítania kellett. Ezt használta ki a nő és megszökött, a férfi pedig pánikba esett és elhajtott.
A gyilkosságsorozat még ugyanazon a napon, a New Hampshire-i Colebrookban ért véget. Útja során Wilder – aki ekkorra már az FBI körözési listájának az élén állt – felkeltette a figyelmét néhány civilnek, akik azonnal értesítették a hatóságokat arról, hogy a férfi a körzetben lehet. Alig tizenkét mérföldre a kanadai határtól két járőr, Leo Jellison és Wayne Fortier egy benzinkúton észlelte is a néhai Beth Dodge autóját vezető gyanúsítottat. A rendőröket látva az autója mellett álló Wilder hátat fordított és benyúlt a kesztyűtartóba a fegyveréért. Ezt látva az egyenruhások nem tétlenkedtek és Jellison villámgyorsan ráugrott a férfira. Wilder ebben a pillanatban maga felé fordította a pisztolyát és kétszer is elsütötte. Az egyik golyó a mellkasában állt meg, a másik viszont átment a testén és Jellisonba fúródott. Wilder a helyszínen meghalt; Jellison súlyos sérülést szenvedett, azonban felépült és később folytatta a rendőri szolgálatot is.

### Az ügy utóélete
Wilder nevéhez nyolc gyilkosság köthető teljes bizonyossággal, ebből hat nő holttestét találták meg. A férfihoz személyes kötődésű Elizabeth Kenyon és Rosario Gonzalez maradványai máig nem kerültek elő. Emellett még további, legalább másfél tucat nő halálával is összefüggésbe hozták, ezekre azonban nincs minden kétséget kizáró bizonyíték. Az egyik potenciális, hozzá köthető ügy még az 1965-ös „Wanda Beach-i gyilkosságokként” híresült el, amelyben két 15 éves lányt, Marianne Schmidtet és Christine Sharrockot ölték meg brutális kegyetlenséggel.
Az esetet Ausztrália legnagyobb bűnügyi rejtélyeként tartják számon, Wilder volt felesége azonban már 1968-ban teljes meggyőződéssel állította a nyomozóknak, hogy az elkövető csakis az exférje lehet. Elegendő bizonyítékot viszont nem sikerült találni, így Wildert soha nem gyanúsították meg ebben az ügyben.
A “Szépségkirálynő-gyilkost” 1986 júniusában temették el Floridában. Bírósági döntésre a több, mint hétmillió dolláros vagyonát az adótartozások levonása után az áldozatok családjai között osztották szét.

## További lehetséges áldozatai
Az 1984 februárja és áprilisa közötti nyolc ismert áldozat mellett számos más nő meggyilkolásával és eltűnésével is gyanúsították, köztük olyanokkal, akiknek a maradványait Floridában találták meg olyan területeken, amelyekről ismert volt, hogy gyakran megfordult ott.
- Gyanúsított az ausztráliai Wanda Beach-i gyilkosságok megoldatlan ügyében – Marianne Schmidt és Christine Sharrock 1965. január 11-én a Sydney melletti Wanda Beach-en elkövetett gyilkosságai – a gyanúsított fantomképéhez való hasonlósága miatt.[12]
- 1979-ben egy ismeretlen nő holttestét találták meg egy mezőn a New York állambeli Caledoniában. A nő gyilkosság áldozata lett; kétszer lőtték meg, egyszer elöl a fején, egyszer pedig a hátán. Annak ellenére, hogy a nőt viszonylag gyorsan megtalálták, egészen 2015-ig ismeretlen személy maradt, amikor is azonosították a tizenhat éves Tammy Alexandert, aki 1979-ben tűnt el a floridai Brooksvilleből. Ami Alexander és Wilder között kapcsolatot teremthet, az az a tény, hogy a holttestének felfedezésekor egy AutoSport dzsekit viselt. Wilder fotós és autóversenyző volt, a versenyzők pedig köztudottan AutoSports termékeket vásároltak. Alexandert egy 38-as kaliberű lövedékkel lőtték le, amelyet a teste alatt találtak meg a földben. Ezt a kaliberű lőszert általában .357-es kaliberű revolverekben használják, mint amilyet Wilder megpróbált használni a rendőrök ellen. Nincs bizonyíték arra, hogy ballisztikai vizsgálatot végeztek volna, hogy a lövedéket a pisztolyhoz illesszék.
- Wilder az egyik gyanúsított Mary Opitz megoldatlan eltűnésében. A 17 éves lány 1981. január 16-án tűnt el a floridai Fort Myersben, utoljára egy parkoló felé látták sétálni. 1981. február 11-én ugyanabból a parkolóból tűnt el egy másik lány, Mary Hare, aki külsőre hasonlított Opitzra. Hare bomlásnak indult holttestét 1981 júniusában találták meg; a lányt hátba szúrták, gyilkosság áldozata lett. A hatóságok ezt követően kezdték gyanítani, hogy Opitz ügyében is bűncselekmény történt, de Opitz ügye továbbra is megoldatlan. A hatóságok nem találták meg.[13]
- 1982-ben a floridai Loxahatchee-ben, Wilder tulajdonában lévő ingatlan közelében két ismeretlen nő csontvázának maradványait tárták fel. Az egyik áldozat legalább egy, de akár három éve is elhunyt volt már ekkorra, valamint levágták az ujjait; a nőt 2013-ban Tina Marie Beebe-ként azonosították.[14] A másik nő szintén hónapok óta halott volt.[15]
- Shari Lynne Ball, egy 20 éves feltörekvő modell volt, aki 1983. június 27-én tűnt el a floridai Boca Ratonból. Erősen bomlott holttestét 1983. október 29-én egy vadász találta meg a New York állambeli Shelbyben, de csak 2014-ben tudták azonosítani.[16] Halálának okát nem sikerült megállapítani, de bűncselekményre gyanakodtak. Wildert jelenleg vizsgálják az esetleges érintettség miatt, mivel az eset egyezett a módszereivel, de semmilyen bizonyíték nem köti őt a bűncselekményhez.[17] Tammy Alexander megtalálásának helyétől 38 mérföldre, a New York állambeli Caledoniában találták meg.
- A 18 éves Tammy Lynn Leppert-t utoljára 1983. július 6-án 11:30 körül látták a floridai Cocoa Beachen, miközben heves vitába keveredett egy férfi társával. Leppert családja a halála előtt 1 millió dolláros pert indított Wilder ellen, de később ejtették a keresetet. Leppert édesanyja, Linda Curtis modellügynök később kijelentette, hogy soha nem hitte, hogy Wildernek köze van Tammy eltűnéséhez. A rendőrség soha nem tudta összekapcsolni Wildert és Leppert-t, és talán véletlen egybeesés, hogy a lány akkor tűnt el, amikor a férfi a környékbeli modelleket vette célba. A férfinak hosszú szexuális bűncselekményi múltja volt, de csak majdnem egy évvel a lány eltűnése után kezdte meg – hivatalosan – a gyilkossági sorozatát.[18]
- Egy ismeretlen, Broward megyei fiatal nőt 1984. február 18-án találtak meg egy csatornában a floridai Davie-ban. A nőt megfojtották, és azt állapították meg, hogy már két nappal a megtalálása előtt elhunyt.[19][20]
- Wilder az első számú gyanúsított a 15 éves Colleen Orsborn eltűnése ügyében, aki 1984. március 15-én tűnt el Daytona Beach-i otthonából. Wilder ugyanezen a napon egy Daytona Beach-i motelben szállt meg. Bár Orsborn eltűnésének napján kijelentkezett, nem találtak olyan bizonyítékot, amely összekötné őket. Holttestét néhány héttel később találták meg, részben eltemetve egy tó közelében a floridai Orange megyében, bár kezdetben úgy állapították meg, hogy nem ő volt, és hivatalosan csak 2011-ben hozták összefüggésbe az esettel.[21]
- Az 1984 márciusában eltűnt 23 éves Elizabeth Ann Kenyon egy ideig randevúzott Wilderrel, aki megkérte a kezét, de a lány a korkülönbségük miatt visszautasította. A feltételezések szerint utoljára egy Miami melletti benzinkúton látták a férfival. Autóját 6 nappal később találták meg elhagyatottan a miami repülőtéren. A holttestét azóta sem találták meg.[22]
- Az Illinois állambeli Rantoulból származó 25 éves Nancy Kay Brown 1983. június 6-án tűnt el, miközben a floridai Cocoa Beachen nyaralt. Maradványait 1984 márciusában találták meg Canaveral Grovesban. Gyilkosság áldozata lett.

### Kizárt áldozatok
- 1973. május 3-án egy kutyáját sétáltató férfi fedezte fel a 16 éves Mary és a 18 éves Marguerit "Maggie" Jenkins holttestét Key Largo egyik erdős részén, mintegy 100 mérföldre attól a helytől, ahol utoljára látták őket. Egy nappal korábban, stoppolással próbáltak meg hazaindulni a New Jersey állambeli Gloucesterbe. Mindkét lányt szexuálisan bántalmazták, valamint tompa tárgyi sérülést szenvedtek és agyonlőtték őket. A hatóságok megvizsgálták annak lehetőségét, hogy Wilder felelős-e a gyilkosságokért, mivel már korábban is támadt nőkre, és 1973-ban Boynton Beachen lakott, ami 150 mérföldre van Key Largótól. Wildert azonban kizárták, amikor az egyik lányon talált harapásnyomból kinyert DNS nem egyezett az övével.
- 1984. március 7-én a 19 éves Melody Marie Gay-t elrabolták, miközben az éjszakai műszakban dolgozott egy éjjel-nappali boltban a floridai Collier megyében; holttestét három nappal később egy vidéki csatornából húzták ki. A lány meggyilkolása és Wilder bűncselekményei közötti hasonlóságok miatt gondolták úgy, hogy összefüggés van köztük, de azóta kizárták a férfit a gyanúsítottak közül.[23]

## Fordítás
Ez a szócikk részben vagy egészben  a   Christopher Wilder című angol Wikipédia-szócikk ezen változatának fordításán alapul.  Az eredeti cikk szerkesztőit annak laptörténete sorolja fel. Ez a jelzés csupán a megfogalmazás eredetét és a szerzői jogokat jelzi, nem szolgál a cikkben szereplő információk forrásmegjelöléseként.